# Aire urbaine de Carmaux
L'aire urbaine de Carmaux est une aire urbaine française constituée autour de la ville de Carmaux (Tarn).

## Caractéristiques
En 2020, l'Insee définit un nouveau zonage d'étude : les aires d'attraction des villes. L'aire d'attraction d'Albi remplace désormais son aire urbaine, avec un périmètre différent.
L'aire urbaine de Carmaux est composée de 6 communes, toutes situées dans le Tarn.
Son pôle urbain est l'unité urbaine de Carmaux (couramment : agglomération).

### Communes
Liste des communes appartenant à l'aire urbaine de Carmaux selon la nouvelle délimitation de 2010 et sa population municipale en 2017 (liste établie par ordre alphabétique) :
| Nom                     | Code Insee | Statut | Superficie (km2) | Population (dernière pop. légale) | Densité (hab./km2) |
| ----------------------- | ---------- | ------ | ---------------- | --------------------------------- | ------------------ |
| Blaye-les-Mines         | 81033      |        | 8,88             | 2 920 (2022)                      | 329                |
| Carmaux                 | 81060      |        | 14,16            | 9 927 (2022)                      | 701                |
| Combefa                 | 81068      |        | 2,93             | 197 (2022)                        | 67                 |
| Le Garric               | 81101      |        | 22,88            | 1 292 (2022)                      | 56                 |
| Rosières                | 81230      |        | 10,55            | 722 (2022)                        | 68                 |
| Saint-Benoît-de-Carmaux | 81244      |        | 4,49             | 2 059 (2022)                      | 459                |

## Évolution démographique
L'évolution démographique ci-dessous concerne l'unité urbaine selon le périmètre défini en 2010.
| 1968   | 1975   | 1982   | 1990   | 1999   | 2009   | 2011   | 2012   | 2013   |
| ------ | ------ | ------ | ------ | ------ | ------ | ------ | ------ | ------ |
| 25 632 | 22 805 | 20 780 | 18 671 | 17 332 | 17 468 | 17 282 | 17 166 | 17 103 |

| 2015   | 2016   | 2017   | 2018   | - | - | - | - | - |
| ------ | ------ | ------ | ------ | - | - | - | - | - |
| 16 855 | 16 677 | 16 803 | 18 245 | - | - | - | - | - |